# جوان جوفيا
جوان جوفيا (27 يناير 1991 بإسمرالداس في الإكوادور - ) هو لاعب كرة قدم إكوادوري في مركز الهجوم. شارك مع منتخب الإكوادور تحت 20 سنة لكرة القدم ومنتخب الإكوادور لكرة القدم. أما مع النوادي، فقد لعب مع نادي ديبورتيفو إل ناسيونال ونادي موريليا الرياضي وديبورتيفو كوينكا.

## وصلات خارجية
- جوان جوفيا على موقع الاتحاد الدولي (مؤرشف)  (الإنجليزية)
- جوان جوفيا على موقع قاعدة بيانات كرة القدم.إي يو (الإنجليزية)
- جوان جوفيا على موقع ناشيونال فوتبول تيمز (الإنجليزية)
- جوان جوفيا على موقع Soccerway.com (الإنجليزية)
- جوان جوفيا على موقع عالم كرة القدم.نت (الإنجليزية)